# La festa prima delle feste
La festa prima delle feste (Office Christmas Party) è un film del 2016 diretto da Will Speck e Josh Gordon.

## Trama
Josh Parker, il direttore tecnico divorziato dell'immaginaria azienda "Zenotek" di Chicago, ed il libertino e folle collega Clay Vanstone, partecipano ad un meeting organizzata dall'amministratrice delegata della Zenotek, Carol Vanstone (la sorella di Clay, con cui litiga in continuazione), che informa tutti che la loro azienda ormai non riesce più a raggiungere la quota trimestrale, e minaccia di licenziare a tappeto il 40% dei dipendenti ed annullare la festa di Natale che viene organizzata ogni anno. Tuttavia più tardi, lontano da occhi indiscreti, Carol propone a Josh un posto di lavoro a New York, considerandolo l'unico valido lì.
Così, per cercare di salvare la situazione, Clay, Josh e Tracey, direttrice di ricerca e sviluppo dell'azienda, organizzano un incontro con il ricco magnate finanziario Walter Davis che, pur apprezzando la loro idea per riscattare la Zenotek, li considera più attaccati al denaro che al benessere dei loro dipendenti, e declina la loro proposta. Clay perciò lo invita alla festa di Natale, sperando di mostrargli la loro azienda come un posto piacevole e stabile.
Perciò il pazzo Clay paga una cifra esorbitante per organizzare quella stessa sera un'enorme festa "aziendale": qui arriva anche Walter Davis che, se all'inizio riluttante, respira accidentalmente un mucchio di cocaina di chissà chi dalla macchina sparaneve, ed abbandona le vesti del capo serioso, divenendo subito folle e dandosi alla pazza gioia. Il contabile Nate ha assunto la prostituta Savannah che poi si rivela costosissima, per fingere di avere una ragazza; la segretaria Allison cerca invano di ricontattare l'ex marito che l'ha tradita; Jeremy e Mary si scatenano ballando e capendo di piacersi; e Josh e Tracey quasi si baciano sul tetto della Zenotek.
Insomma, col passare delle ore la festa diviene sempre caotica e a base di orge, figli piccoli dei dipendenti lì per caso, alcol, droghe pesanti, karaoke fuori controllo e danni sparsi per tutta l'azienda. Addirittura tanti arrivano a ricorrere alle stampanti 3D per farsi le fotocopie delle natiche e dei peni.
Intanto il volo di Carol per New York viene cancellato a causa di una bufera, e in più scopre dalla tassista chiacchierona di Uber che c'è stata veramente una festa in ufficio, nonostante lei avesse categoricamente detto no. Giunta nel caos, sebbene inizialmente impressionata dal fratello Clay che è riuscito ad assicurarsi affari con Walter Davis, quando quest'ultimo, completamente strafatto, si ferisce dopo essersi appeso ad una liana atteggiandosi a Tarzan.
Carol scopre che Walter era già stato licenziato dalla sua azienda, lasciando perciò Zenotek impotente: così decide di chiudere immediatamente l'azienda.
Carol poi parla a tutti della sua offerta di lavoro a New York per Josh, specialmente a Tracey, che considera l'uomo privo di polso, e Clay che, sentendosi tradito, esce dal grattacielo e ubriaco accetta di venire con la violenta pappona di Savannah, Trina, per festeggiare chissà dove, quando la donna in realtà è più interessata a prendergli tutti i soldi di chi lui parla (e che in realtà indossa sotto il suo costume da Babbo Natale).
Perciò Josh, Tracey, Mary e persino Carol corrono per salvarlo: prima di tutto Josh autorizza la tosta guardia di sicurezza Carla a interrompere la festa con i suoi taser; intanto Clay corre con Trina e Savannah in auto verso un ponte levatoio ancora aperto, tentando di saltare: così, guidando il minivan di Mary (al suo fianco), Josh cerca di persuadere il miglior amico Clay a non saltare. Ma quest'ultimo, convinto di essere un fallito, vuole ancora saltare; Josh minaccia di unirsi a lui, e così, innervosita e spaventata di morire, Carol prende il volante, sterzando contro l'auto di Clay e facendolo deviare, ma allo stesso tempo schiantandosi a sua volta (con Josh, Mary e Tracey) contro un hub Internet, disconnettendo tutta Chicago.
Trina e Savannah vengono arrestate, mentre Clay viene portato in ospedale privo di sensi dopo lo schianto; tuttavia da quest'avventura qualcosa di buono ne esce: infatti il black out della città ispira Tracey a completare un'innovativa app da lei creata che combina il Wi-Fi con connessioni attraverso la rete elettrica. I dipendenti tornano in ufficio, ormai completamente distrutto, così che Tracey possa configurare la sua app, che funziona e permette a Chicago di riconnettersi.
La geniale creazione di Taacey salva presto l'intera azienda, e ancora all'ospedale Clay e Carol si scusano a vicenda e fanno pace; Walter, nello stesso ospedale, accetta di unirsi alla squadra, garantendo un futuro migliore per la Zenotek. Josh e Tracey, innamoratisi, si baciano tra le rovine dell'ufficio; Jeremy si apre con Mary, che lo trascina a casa sua, e Nate e Allison decidono di iniziare ad uscire insieme.
Carol e Clay, usciti, ritrovano tutti i loro amici ad aspettarli all'ingresso e, al contrario delle precauzioni del dottore, escono guidando e ridendo distrattamente.

## Produzione

### Cast
Il 19 febbraio 2016 la Paramount Pictures ha annunciato che Speck e Gordon avrebbero diretto un film "molto volgare per essere natalizio", interpretato da TJ Miller, Jennifer Aniston, Jason Bateman, e Kate McKinnon; l'8 marzo successivo Olivia Munn e Randall Park si sono uniti al cast del film.
Nel corso di aprile si sono uniti al cast anche Rob Corddry, Karan Soni, Abbey Lee, Jamie Chung, Da'Vine Joy Randolph e Andrew Leeds.
In particolare nello scegliere la Aniston, i registi hanno dichiarato di aver creato un personaggio apposta per lei, "audace, impavida, il classico elemento antipatico nelle commedie!".

### Riprese
Le riprese del film, iniziate a fine marzo e concluse il 1º giugno del 2016, si sono svolte tra le metropoli di Atlanta e Chicago, ed il comune di Hiram.

## Distribuzione
Il film è uscito, sempre tramite la Paramount Pictures, nelle sale cinematografiche statunitensi a partire dal 9 dicembre 2016, mentre in Italia e nel resto dell'Europa ancora prima, il 7 dicembre 2016.

### Divieti
Per "contenuto sessuale, uso di droga, nudità e linguaggio volgare", negli Stati Uniti e in molte altre parti del mondo il film è stato classificato con un divieto corrispondente a Rated R (vietato ai minori di 17 anni).

## Accoglienza

### Incassi
Il film, rivelatosi un buon successo al botteghino a fronte di un budget di $45 milioni, guadagnando più di 54 milioni di dollari nel Nord America e altri 60 milioni nel resto del mondo, ha incassato un totale di oltre $114,5 milioni. In particolare ha incassato ben 16,9 milioni di dollari soltanto nel suo primo weekend di apertura.

### Critica
Per la sua comicità, ma allo stesso tempo a causa dei contenuti definiti "quasi per adulti", il film ha ricevuto recensioni contrastanti dalla critica.
Per esempio, sul sito web Rotten Tomatoes il film riceve il 41% delle recensioni professionali positive, con un voto medio di 5,1/10, basato su 185 recensioni; il consenso critico del sito afferma: "Il suo cast di talento è perfetto per ridere un po', ma la trama troppo ricca di cose insensate di La festa prima delle feste alla fine si rivela piuttosto deludente, quanto le sue gag piene di stereotipi e il sentimentalismo forzato".
Anche su Metacritic, il film riceve un punteggio medio di 42 su 100, basato su 35 critiche, indicando "recensioni contrastanti o nella media".
Per The Guardian, Peter Bradshaw ha assegnato al film 3 stelle su 5, definendo la commedia "ridicola, piena di battute stupide ma divertenti"; invece il critico cinematografico Roger Ebert, non apprezzando affatto il film, ha dato un basso voto di 2 stelle su 5.
Anche il New York Times, stroncandolo completamente, ne ha scritto: "Anche se a volte Speck e Gordon creano buoni lavori, il film complessivamente è un divertimento malsano e inappropriato".
La statunitense Vanity Fair invece ha ben accolto il film, elogiando il cast che ha definito "molto comico ma non stupido".